# Micheleidae
Micheleidae (лат.) — семейство десятиногих ракообразных (Axiidea, Decapoda).

## Описание
Цефалоторакс латерально сжатый, оканчивающийся в середине заднего края в виде срединной доли, отделённой от выпуклых заднебоковых краёв карапакса, которые утолщены и образуют маргинальный гребень. Рострум плоский или редуцирован, апикально острый, с боковыми килями. Первая и вторая пара переопод клешневидные. Линия талассиника отсутствует. Передняя часть головогруди, вторые—четвёртые пары переопод и первая-шестая пары плеомер с несколькими боковыми рядами щетинок.

## Классификация
На май 2024 семейство включает 6 родов, половина из которых ископаемые. Группа была выделена в 1992 году в ранге подсемейства Micheleinae Sakai, 1992, а в 1993 году описано подсемейство Meticonaxiinae Sakai, 1993 (иногда рассматриваемое в ранге семейства Meticonaxiidae).
- † Amatukamius Karasawa & Ohara, 2019[8]
- Marcusiaxius Rodrigues & de Carvalho, 1972[9]
- Meticonaxius de Man, 1905[10]
  - =Metaxius Bouvier, 1905
  - =Meteoraxius Sakai & Türkay, 2012[11]
- † Michelea Kensley & Heard, 1991[12]
  - =Micheleopsis Sakai, 2010[13]
- Paki Karasawa & Hayakawa, 2000[14]
- † Tethisea Poore, 1994[15]